# Atia, Burgas
Atia (în bulgară Атия) este un sat în comuna Sozopol, regiunea Burgas,  Bulgaria. 

## Demografie
Componența etnică a satului Atia
     Bulgari (58,87%)
     Nicio identificare (40,53%)
     Altele (0,58%)
La recensământul din 2011, populația satului Atia era de 856 locuitori. Din punct de vedere etnic, majoritatea locuitorilor (58,87%) erau bulgari. Pentru 40,53% din locuitori nu este cunoscută apartenența etnică.